# Старые Громыки
Ста́рые Громы́ки (бел. Стары́я Грамы́кі, пол. Hromyki) — упразднённая деревня в Светиловичском сельсовете Ветковского района Гомельской области Белоруссии. Родина Андрея Андреевича Громыко (1909—1989).

## География

### Расположение
В 33 км на северо-восток от Ветки, 58 км от Гомеля.

### Гидрография
Река Беседь (приток реки Сож).

## Транспортная сеть
Транспортные связи по просёлочной, затем автомобильной дороге Светиловичи — Гомель. Планировка состоит из чуть изогнутой меридиональной улицы. Застройка деревянная, двусторонняя, усадебного типа.

## История

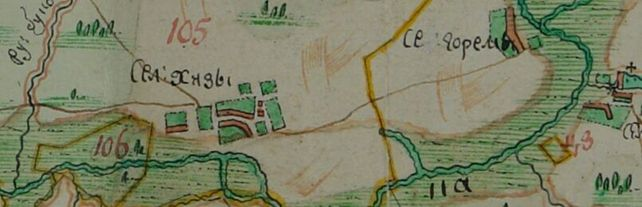
Шляхетская околица (Старые) Громыки (Горемыки) на карте 1783 г. (из Планов генерального межевания Российской империи)

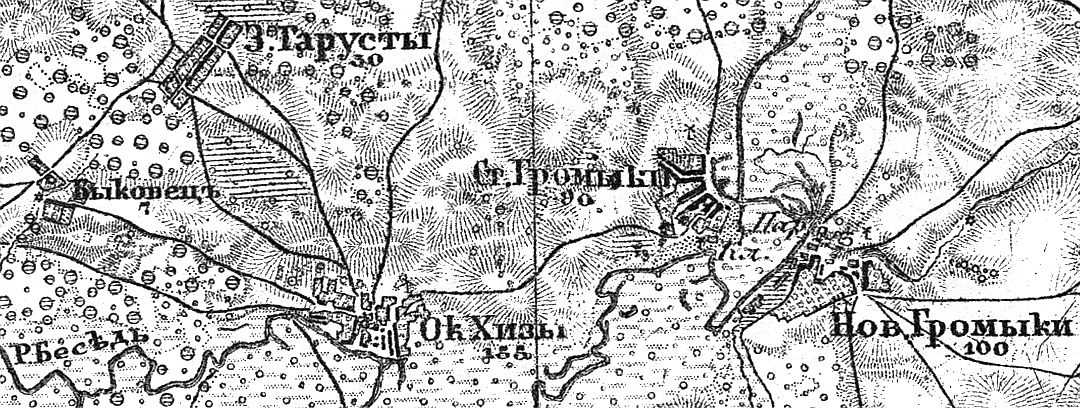
Старые Громыки на карте Шуберта Ф. Ф., 1869 г.

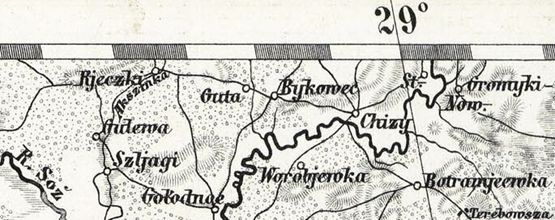
Сёла Старые Громыки и Новые Громыки (St. Now. Gromyki) на карте 1874 г. (Российская империя)

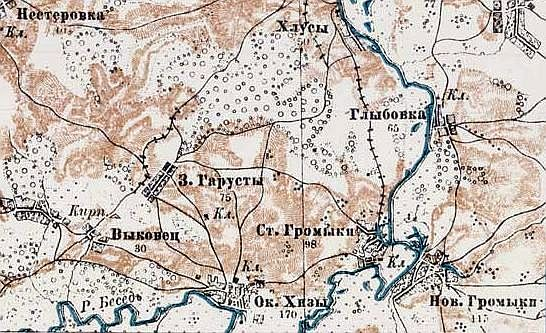
Старые Громыки на карте 1916 г. (Российская империя)

Выявленные археологами курганный могильник (69 насыпей, 0,3 км на юго-запад от деревни, в урочище Курганье) и поселение эпохи Киевской Руси (на южной окраине) свидетельствуют о заселении здешних мест с давних времён.
В письменных источниках впервые упоминается в 1609 году как околица Громыки в Чечерском старостве Речицкого повета Минского воеводства Великого княжества Литовского. После 1-го раздела Речи Посполитой в 1772 году — в составе Российской империи. В 1785 году находилась во владении В. Ермолаева и Д. Малиновского. В 1810 году основано предприятие по производству стекла, на котором в 1818 году работало 17 рабочих. Согласно ревизии 1816 года в Рогачёвском уезде Могилёвской губернии. С 1827 года действовала церковь. В 1882 году дворянка Эмилия Игнатьевна Лашкевич владела одноимённым фольварком со 208 десятинами земли. Согласно переписи 1897 года в Старых Громыках располагались 2 ветряные мельницы. В 1909 году жители деревни владели 1400 десятинами земли.
В 1926 году в Старых Громыках работали почтовый пункт и начальная школа. Административно-территориально деревня относилась к Ново-Старогромыцкому сельсовету Светиловичского района Гомельского округа. В 1930 году создан колхоз «Городок», работали ветряная мельница и кузница. Во время Великой Отечественной войны 36 жителей погибли на фронте. В 1959 году входила в состав совхоза «Заречный», центр которого располагался в деревне Гарусты.
В результате катастрофы на Чернобыльской АЭС в 1986 году деревня подверглась радиационному загрязнению. В 1992 году все жители (53 семьи) были переселены в чистые места.
Официально упразднена в 2011 году.

## Население
- 1726 год — 21 дым (двор)
- 1775 год — 41 двор, 238 жителей
- 1868 год — 51 двор, 284 жителя
- 1897 год — 84 двора, 533 жителя (согласно переписи)
- 1909 год — в деревне и околице 556 жителей
- 1926 год — 98 дворов
- 1959 год — 286 жителей (согласно переписи)
- 1992 год — жители (53 семьи) переселены

## Достопримечательность
- Курганный могильник периода раннего средневековья (X–XIII вв.) —  Историко-культурная ценность Республики Беларусь, шифр 313В000180

## Известные уроженцы
- Андрей Андреевич Громыко (1909—1989) — советский дипломат и государственный деятель
- Виктор Иванович Громыко (1912—1977) — военный деятель, генерал-майор